# Lordi
Lordi er et finsk band, der spiller hård rock/heavy metal. De vandt Eurovision Song Contest 2006 med sangen "Hard Rock Hallelujah". Det var første gang, at Finland vandt denne konkurrence. De er kendt for deres usædvanlige monsterkostumer og sangtekster om djævlen og helvede selvom de ikke er satanister.
Lordi optrådte som de sidste til MTV Europe Music Awards 2006, da det blev afholdt i København. Lordi optrådte med Eurovision Song Contest-vindersangen "Hard Rock Hallelujah".
Lordi gav i 2006 den 21. september koncert i Danmark. Det foregik i Amager bio. Tidligere i 2005 gæstede Lordi for første gang Danmark på deres The Monster Show tour dette forgik i The Rock i København.

## Medlemmer
- Mr. Lordi – Vokal (Tomi Putaansuu, 1992-)
- Kone - Guitarist (2022-)
- Hiisi – Bassist (2019-)
- Mana – Trommeslager(2012-)
- Hella - Pianist (2012-)

### Tidligere medlemmer
- Magnum – Bassist (Sami Wolking, 1999–2002)
- Kalma – Bassist (Niko Hurme, 2002–2005)
- Enary – Pianist (Erna Siikavirta, 1997–2005)
- G-Stealer – Bassist (Sami Keinänen, 1996-1999)
- Kita – Trommeslager (Sampsa Astala, 2000-2010)
- Otus – Trommeslager (Tonmi Lillman, 2010-2012)
- Awa – Pianist (Leena Peisa, 2005-2012)
- OX – Bassist (Samer el Nahhal, 2005-2019)
- Amen – Guitarist (Jussi Sydänmaa, 1996-2022)

### Albums Og EP'er
- Napalm Market (EP)(1993)
- Bend Over and Pray the Lord(Aldrig Udgivet)(1997)
- Get Heavy (2002)
- The Monsterican Dream (2004)
- The Monster Show (2005)
- The Arockalypse (2006)
- Deadache (2008)
- Zombilation – The Greatest Cuts (2009)
- Babez For Breakfast (2010)
- Scarchives Vol. 1 (2012)
- To Beast Or Not To Beast (2013)
- Scare Force One (2014)
- Monstereophonic (Theaterror vs. Demonarchy) (2016)
- Sexorcism (2018)
- Killection (2020)
- Lordiversity (2021)
- Screem Writers Guild (2023)

### Singler
- Would You Love A Monsterman? (2002)
- Devil is A Loser (2003)
- Blood Red Sandman (EP) (2004)
- My Heaven Is Your Hell (2004)
- Hard Rock Hallelujah (2006)
- Who's Your Daddy? (2006)
- It's Snows In Hell (2006)
- They Only Come Out At Night (2007)
- Beast Loose In Paradise (2008)
- Bite It Like A Bulldog (2008)
- Deadache (2008)
- This Is Heavy Metal (2010)
- Rock Police (2010)
- The Riff (2013)
- Nailed By The Hammer Of Frankenstein (2014)
- Hug You Hardcore (2016)
- Your Tongue's Got the Cat (2018)
- Naked In My Cellar (2018)
- Shake The Baby Silent (2019)
- I Dug A Hole In The Yard For You (2019)
- Like A Bee To The Honey (2020)
- Believe Me (2021)
- Abracadaver (2021)
- Borderline (2021)
- Merry Blah Blah Blah (2021)
- Demon Supreme (2021)
- Day Off of the Devil (2022)
- Spear of the Romans (2022)
- Reel Monsters (2022)
- Lucyfer Prime Evil (2023)
- Thing In The Cage(2023)

### Musikvideoer
- Would You Love A Monsterman? (2002)
- Devil is A Loser (2003)
- Blood Red Sandman (2004)
- Hard Rock Hallelujah (2006)
- Who's Your Daddy? (2006)
- Would You Love A Monsterman? 2006 ('lavet igen med nye medlemmer i 2006')
- It Snows In Hell (2006)
- Hard Rock Hallelujah Eurovision Special (2007)
- Bite It Like A Bulldog (2008)
- This Is Heavy Metal (2010)
- The Riff (2013)
- Scare Force One (2014)
- Hug You Hardcore (2016)
- Naked In My Cellar (2018)
- I Dug A Hole In The Yard For You (2019)
- Abracadaver (2021)
- Borderline (2021)
- Merry Blah Blah Blah (2021)
- Reel Monsters (2022)
- Dead Again Jayne(2023)

### Film
- The Kin (2004)
- Dark Floors (2008)
- Monsterman(2014)(Uofficiel Dokumentarfilm)